# Třída Teluk Bintuni
Třída Teluk Bintuni je třída tankových výsadkových lodí Indonéského námořnictva. Celkem bylo objednáno devět jednotek této třídy. Do služby byly přijaty v letech 2015–2022.

## Stavba
První čtyři plavidla této třídy staví indonéská loděnice PT Daya Radar Utama (PT DRU). Později byly objednány další tři a v dubnu 2019 ještě osmá a devátá jednotka. Poslední dvě byly objednány u loděnice PT Bandar Abadi. Obě byly na vodu spuštěny v březnu 2021.
Jednotky třídy Teluk Bintuni:
| Jméno                   | Loděnice        | Spuštěna        | Vstup do služby   | Status  |
| ----------------------- | --------------- | --------------- | ----------------- | ------- |
| KRI Teluk Bintuni (520) | PT DRU          |                 | 17. června 2015   | aktivní |
| KRI Teluk Kendari (518) | PT DRU          |                 | 7. prosince 2020  | aktivní |
| KRI Teluk Kupang (519)  | PT DRU          |                 | 7. prosince 2020  | aktivní |
| KRI Teluk Lada (521)    | PT DRU          | 28. června 2018 | 26. února 2019    | aktivní |
| KRI Teluk Youtefa (522) | PT DRU          | 16. května 2019 | 12. července 2021 | aktivní |
| KRI Teluk Palu (523)    | PT DRU          | 1. června 2019  | 9. března 2022    | aktivní |
| KRI Teluk Calang (524)  | PT DRU          | 19. srpna 2019  | 8. srpna 2022     | aktivní |
| KRI Teluk Weda (526)    | PT Bandar Abadi | 3. března 2021  | 26. října 2021    | aktivní |
| KRI Teluk Wondama (527) | PT Bandar Abadi | 3. března 2021  | 26. října 2021    | aktivní |

## Konstrukce (Teluk Bintuni)

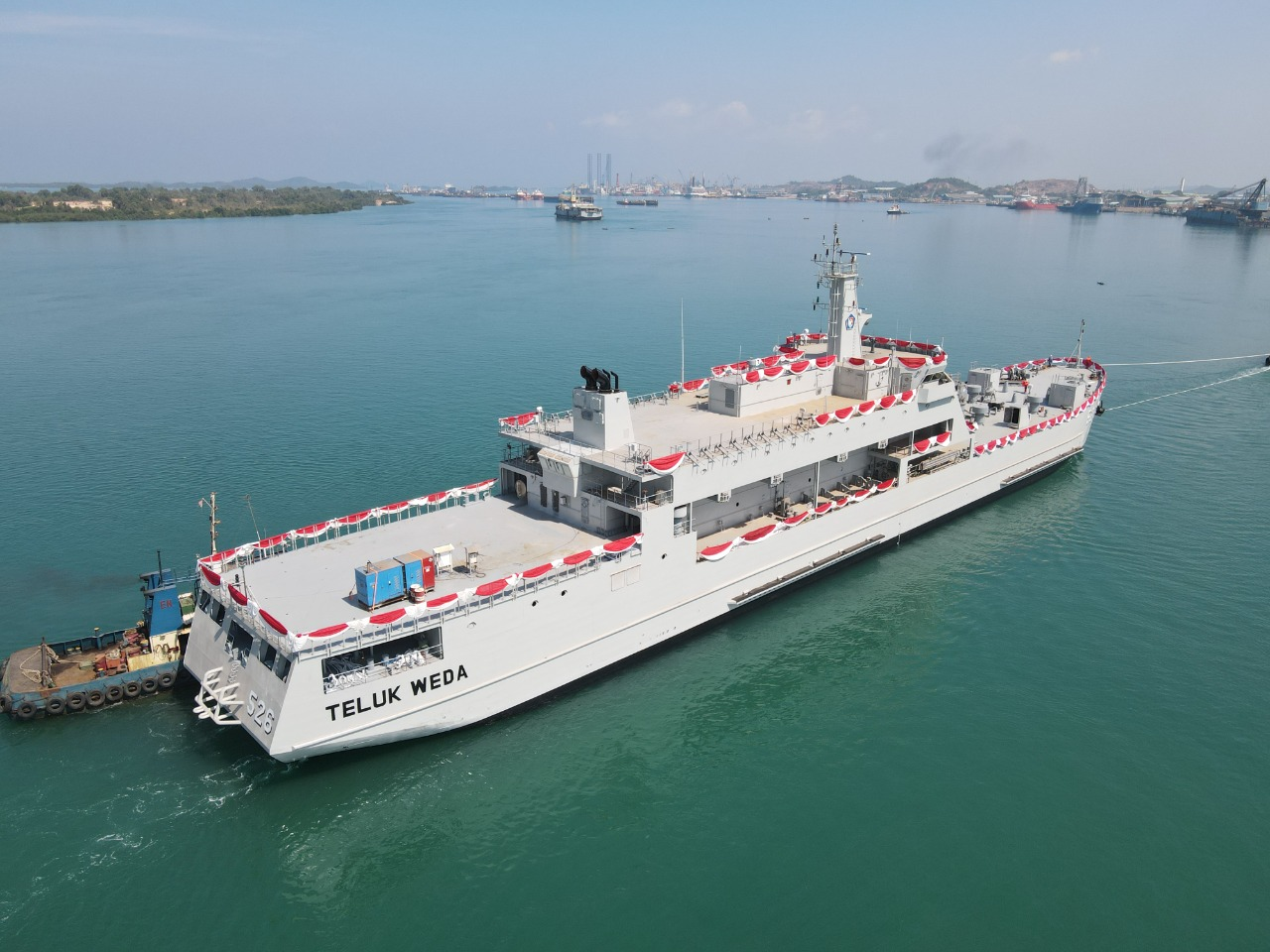
Teluk Weda (526)

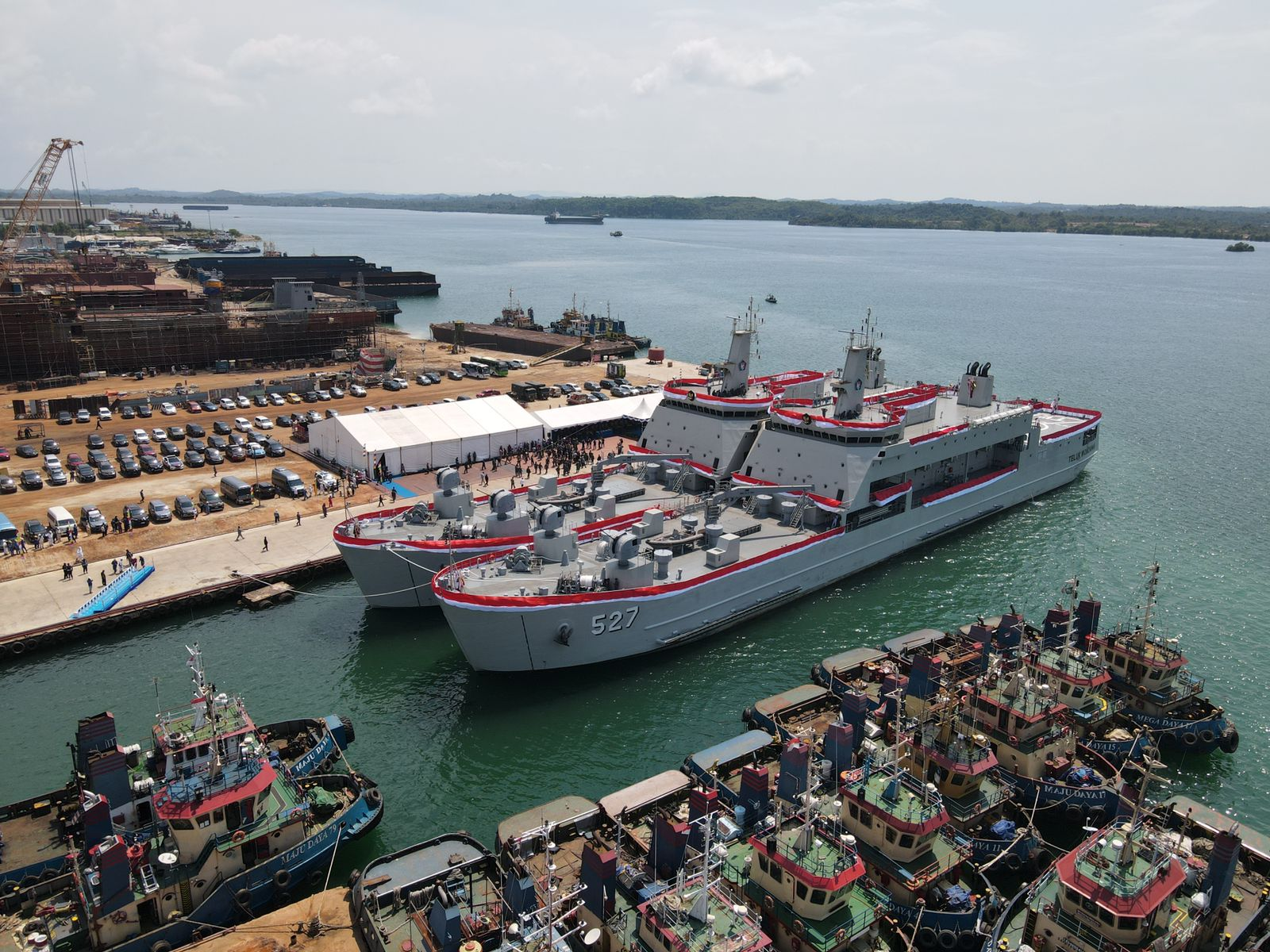
Teluk Wondama (527) a Teluk Weda (526)

Plavidlo unese 2300 tun nákladu. Kromě 300 vojáků může přepravovat ještě 10 tanků Leopard 2A4, mostní vozidlo a obrněný transportér, anebo 15 bojových vozidel pěchoty BMP-3F. Je vyzbrojeno jedním 40mm kanónem Bofors L/70, jedním 20mm kanónem a dvěma 12,7mm kulomety. Může z něj operovat jeden střední vrtulník. Pohonný systém tvoří dva diesely STX MAN 9L27/38, každý o výkonu 3285 kW. Nejvyšší rychlost dosahuje 16 uzlů. Dosah je 7200 námořních mil.